# ルールズ・オブ・アトラクション
『ルールズ・オブ・アトラクション』（The Rules of Attraction）は、1987年に出版されたブレット・イーストン・エリスの小説作品。
2002年に、ロジャー・エイヴァリー監督により映画化された。

## 概要
セックス、ドラッグ、アルコールなど、無軌道で刹那的な日常生活を送る80年代の大学生たちを主人公にした群像劇で、主人公たちの恋愛模様をシニカルな風味で描いている。舞台となる大学は、エリスの母校ベニントン大学がモデルである。
なお、主人公の1人であるショーン・ベイトマンの兄として本作に登場するパトリック・ベイトマンは、エリスの次作『アメリカン・サイコ』で主人公となっている。

## 日本語訳
- 『ルールズ・オブ・アトラクション』中江昌彦訳 中央公論社 1990年、ヴィレッジブックス 2003年

## 映画
原作同様に、セックス、ドラッグ、アルコールなど、無軌道で刹那的な日常生活を送る1980年代の大学生たちを主人公にした群像劇。監督のロジャー・エイヴァリーは場面転換にフィルムを逆回転させ、同一の時間軸に戻す編集方法を用い、また所々に特殊なカメラワークを用いる事も試みている。さらに素人のAVのような「生撮り」的な場面を挿入しているのも特徴である。所々に映画のパロディが効いてるのも特徴で、エリスの小説の映画化の中でも、この作品は比較的コメディめいた描写が多い。

### ストーリー
アメリカ北東部のニューイングランド。アメリカで一番学費が高いと言われているカムデン大学に通うローレンは、ある朝教室の前で名うての女っ垂らしショーンと出会い、お互いに運命的な何かを感じる。それでもローレンはヨーロッパ旅行中のヴィクターに恋心を寄せていたが、ショーンはローレンに本気で恋をする。一方、ローレンの元恋人でバイセクシュアルのポールはショーンに思いを寄せていた。やがて男女の恋の方位図が狂っていき、彼らに皮肉な恋の結末が訪れる。

### キャスト
※括弧内は日本語吹替
- ローレン・ヒンデ - シャニン・ソサモン（松本梨香）
- ショーン・ベイトマン - ジェームズ・ヴァン・ダー・ビーク（川島得愛）
- ポール・デントン - イアン・サマーホルダー（平川大輔）
- ヴィクター - キップ・パルデュー（浪川大輔）
- ララ - ジェシカ・ビール（本田貴子）
- ケリー - ケイト・ボスワース（小林沙苗）
- ハリー - ジェイ・バルチェル
- ルパート - クリフトン・コリンズ・Jr
- ミッチェル - トーマス・イアン・ニコラス
- リチャード - ラッセル・サムズ
- キャンディス - クレア・クレイマー
- マーク - フレッド・サベージ
- ローソン教授 - エリック・ストルツ（堀内賢雄）
- デントン夫人 - フェイ・ダナウェイ（鈴木弘子）
- ジャレッド夫人 - スージー・カーツ

### 備考
主演のジェームズ・ヴァン・ダー・ビークによると、監督のロジャー・エイヴァリーは映画『アメリカン・サイコ』で主人公パトリック・ベイトマン（ショーンの兄）を演じたクリスチャン・ベールを、顔出し程度とはいえ出演させようとしていた。だがベールのスケジュールの都合で断念せざるを得ず、劇中のセリフの中の“パトリック”のみを残したという。